# Giuseppe Totti
Giuseppe Totti (Verona, 7 luglio 1920 – Ascoli Piceno, 27 novembre 1967) è stato un calciatore italiano,  di ruolo attaccante.

## Caratteristiche tecniche
Giocava come ala destra.

## Carriera
Inizia la carriera nel Bologna, con cui nella stagione 1945-1946 gioca 6 partite in Divisione Nazionale segnando anche un gol. In seguito passa al Cesena, con cui gioca per una stagione in Serie B segnando 3 reti in 15 presenze. Nella stagione 1947-1948 gioca in Serie C alla Vis Pesaro; in seguito gioca, sempre in Serie C, per due stagioni all'Acireale, con cui segna 7 reti in 33 presenze nella stagione 1949-1950 ed 8 reti in 34 presenze nella stagione 1950-1951. Nella stagione 1951-1952 ha giocato nel campionato di Promozione col Perugia, segnando 5 reti in 22 presenze ed ottenendo la promozione; dal 1953 al 1955 ha giocato in IV Serie segnando in tutto 11 gol in 44 partite, sempre con la maglia del Perugia.

## Palmarès

### Giocatore

#### Competizioni nazionali
- Coppa Alta Italia: 1

Bologna: 1945-1946